# Alberto Martínez Jara
Alberto Martínez (n. Asunción, Paraguay; 17 de diciembre de 1988) es un futbolista paraguayo. Juega como centrocampista ofensivo y su equipo actual es el Cerro Porteño de la Primera División de Paraguay.

## Trayectoria
Se inició en la escuela de fútbol de Sport Colombia, en donde militó hasta la Sub-17, para luego pasar a Cerro, casi simultáneamente que Luis Cáceres y Marcelo Estigarribia, quienes fueron sus compañeros en las inferiores de Sport Colombia. Debutó en Primera División el 8 de noviembre del 2009 contra el 12 de octubre, el partido terminaría a favor del Ciclón 3 a 2. Fue tenido en cuenta en el primer juego de la Copa Libertadores del 2010 para reemplazar nada menos que al capitán del equipo Jorge Brítez. Cuando el Ciclón quedó eliminado de la copa fue tenido en cuenta para las pruebas del entrenador de entonces, Pedro Troglio. Todas sus actuaciones fueron aprobadas por la hinchada cerrista que lo ven con un gran futuro por delante.

## Clubes
| Club           | País     | Año       |
| -------------- | -------- | --------- |
| Sport Colombia | Paraguay | 2004-2006 |
| Cerro Porteño  | Paraguay | 2007-     |

## Palmarés
| Título | Club | País | Año |
| ------ | ---- | ---- | --- |